# اودوملا

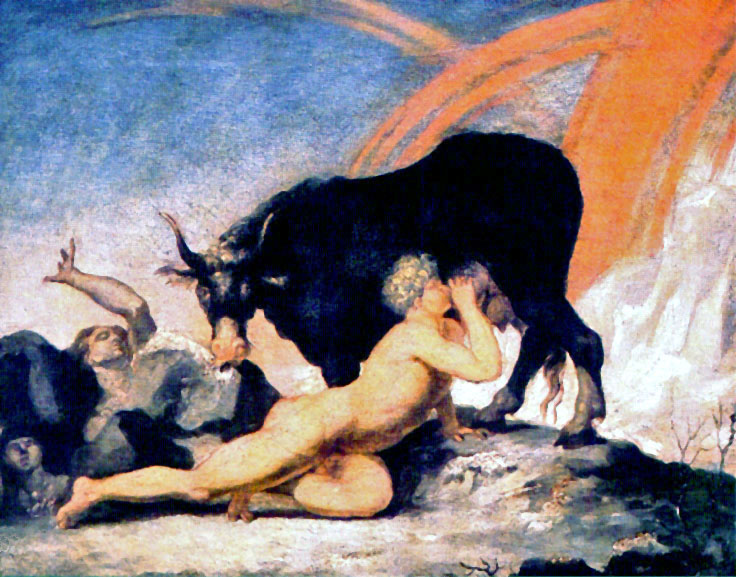
تصویر یمیر که از گاو ماده اودومرا شیر می‌نوشد، و گاو در حال لیس زدن سنگ نمک است. این صحنه آفرینش نخستین انسان‌ها، بوری و بور را که در سمت چپ تصویرآمده نشان می‌دهد.

اودوملا در اساطیر اسکاندیناوی، ماده گاوی بزرگ که یمیر غول‌پیکر از شیر آن تغذیه می‌کرد. از اودوملا در گیلفاگینینگ، اولین بخش از کتاب ادای منثور، اثر اسنوری استورلوسون در ارتباط با گینونگاگپ و یمیر یاد شده است. او در آغاز زمان با ذوب شدن یخ‌ها و از قطره‌های شبنم پدید آمد، که با چهار رود شیر که از پستانش جاری می‌شد، یمیر را خوراک می‌بخشید. اودوملا برای تغذیه، سنگ‌های بلورین و شور نیفل‌هایم را می‌لیسید. همان‌طوری که او در حال لیسیدن بود، ناگهان اتفاق عجیبی رخ داد. در نخستین غروب، موهای مردی از میان سنگ ظاهر شد، در روز دوم سرش و در پایان روز سوم مرد کاملی پدیدار شد. این مرد بوری نام داشت و فرزندی به نام بور پدید آورد که با بستلا، دختر غولی به نام بولتون ازدواج کرد. آن‌ها صاحب سه پسر شدند: اودین، ویلی و وه، که در انتها با همکاری یکدیگر غول عظیم‌الجثهٔ نخستین، یعنی یمیر را کشتند. سه برادر منتظر ماندند تا یمیر بخواب فرو رود و پس از آن به او حمله کردند و با تمام نیروی خود توانستند او را شکست دهند. وقتی یمیر مرد، کل نژاد غولان یخی در خونش غوطه‌ور گشتند (به‌جز دو تن، برگلمیر و همسرش، که نیای نژاد جدیدی از غولان شدند).